# 阿韦讷
阿韦讷（法語發音：[avɛn]）是法国埃罗省的一个市镇，位于该省北部，属于洛代沃区。

## 地理
阿韦讷（43°45'26.97"N, 3°5'58.11"E）面积62.65 平方千米，位于法国奧克西塔尼大區埃罗省，该省份为法国南部沿海省份，南濒地中海，西南接奥德省，西北接塔恩省和阿韦龙省，东北与加尔省接壤。
与阿韦讷接壤的市镇（或旧市镇、城区）包括：梅拉格、托里亚克-德卡马雷斯、勒布斯凯多尔布、康普隆、塞耶和罗科泽勒、格赖瑟萨克、容塞尔。

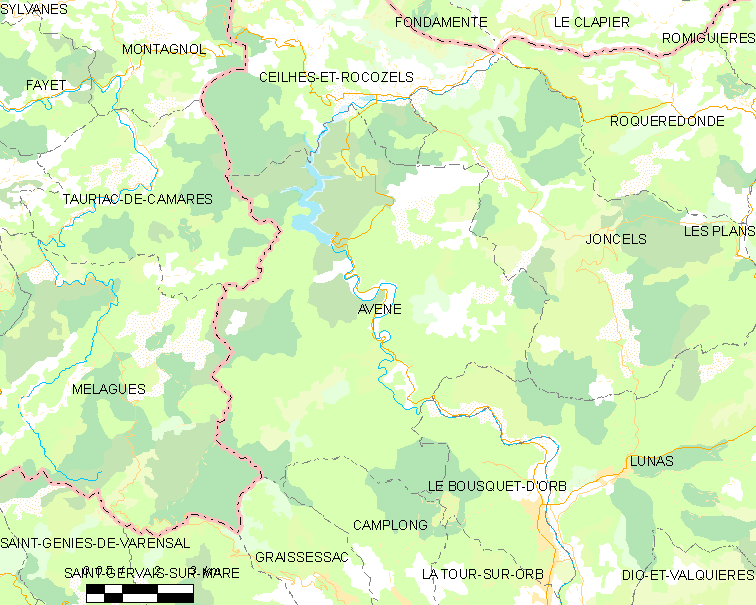
阿韦讷的OSM定位图

阿韦讷的时区为UTC+01:00、UTC+02:00（夏令时）。

## 行政
阿韦讷的邮政编码为34260，INSEE市镇编码为34019。

## 政治
阿韦讷所属的省级选区为克莱蒙莱罗县。

## 人口

1962-2008年间阿韦讷人口变化图示

阿韦讷于2022年1月1日时的人口数量为294人。